# Parcul Național Neusiedler See – Seewinkel
Parcul Național este situat pe malul lacului Neusiedler și există din anul 1993. Peste granița cu Ungaria se află, din anul 1991, Parcul Național Fertö-Hanság, care împreună cu parcul din partea austriacă ocupă o suprafață de peste 300 km². Între Austria și Ungaria a fost încheiată o convenție bilaterală de protecție a mediului înconjurător, cunoscută sub denumirea de Conveția Ramsar.